# Guglielmo Mozzoni

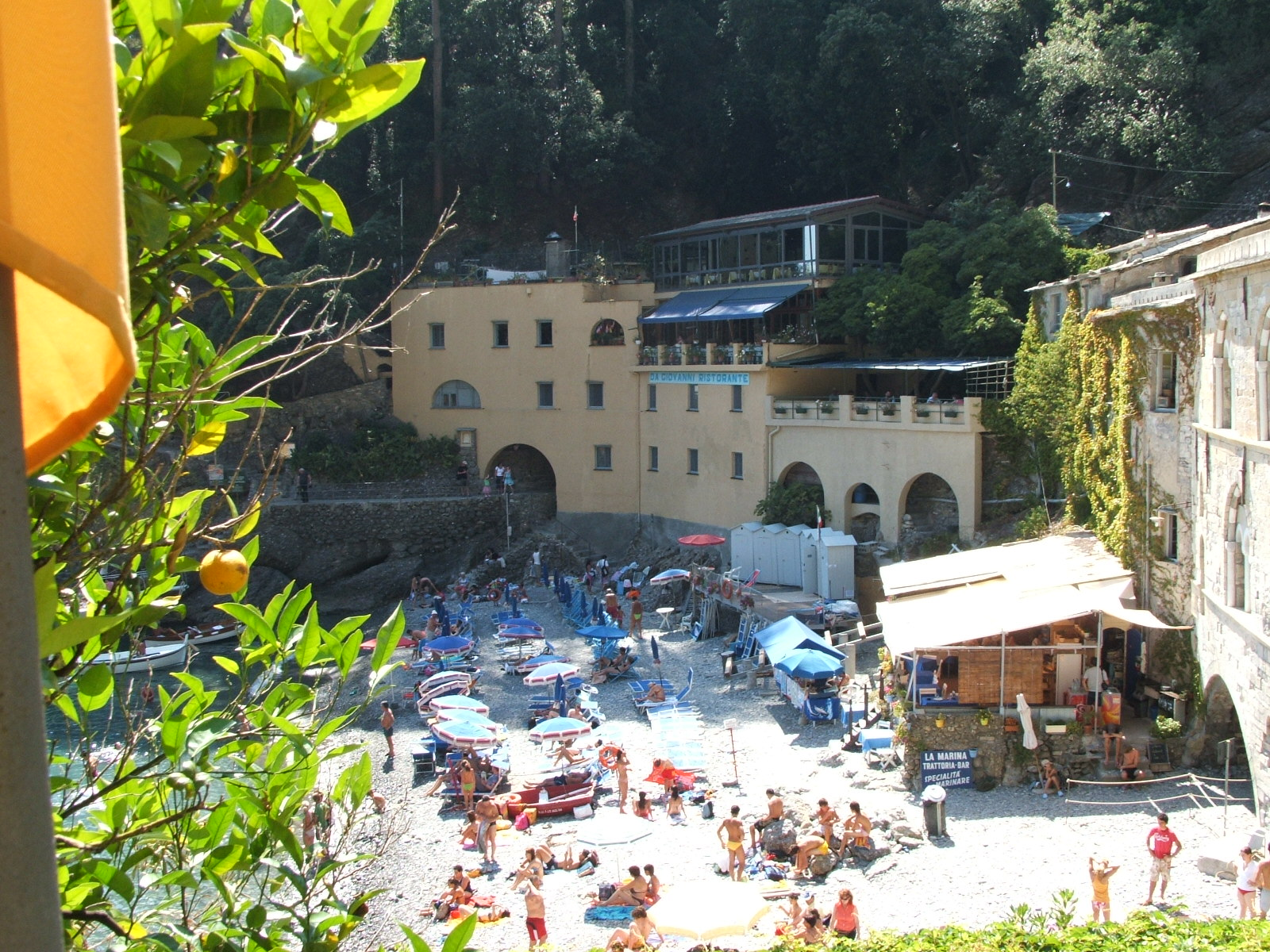
Guglielmo Mozzoni: il restauro di San Fruttuoso

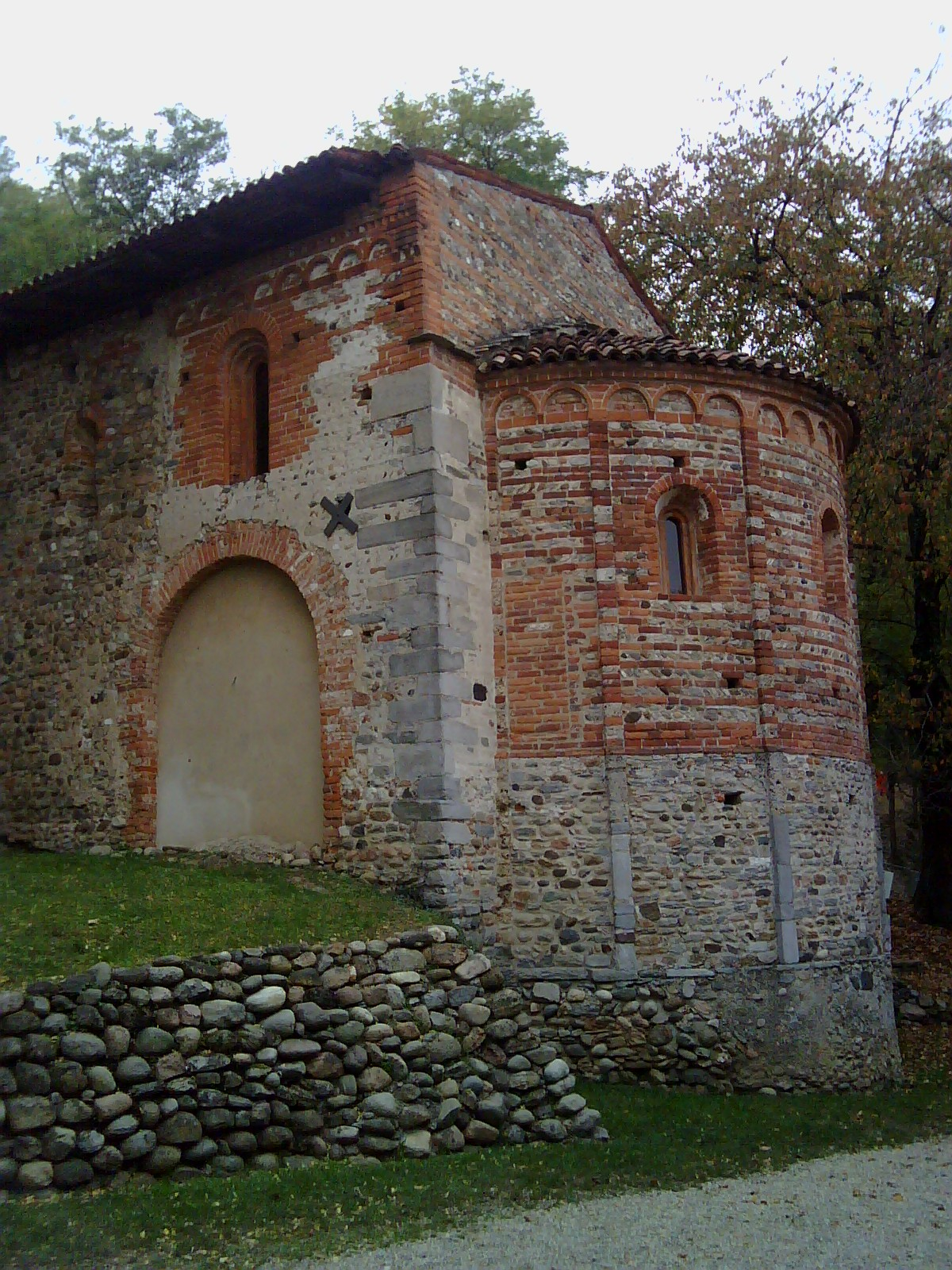
Guglielmo Mozzoni: il restauro del Monastero di Torba

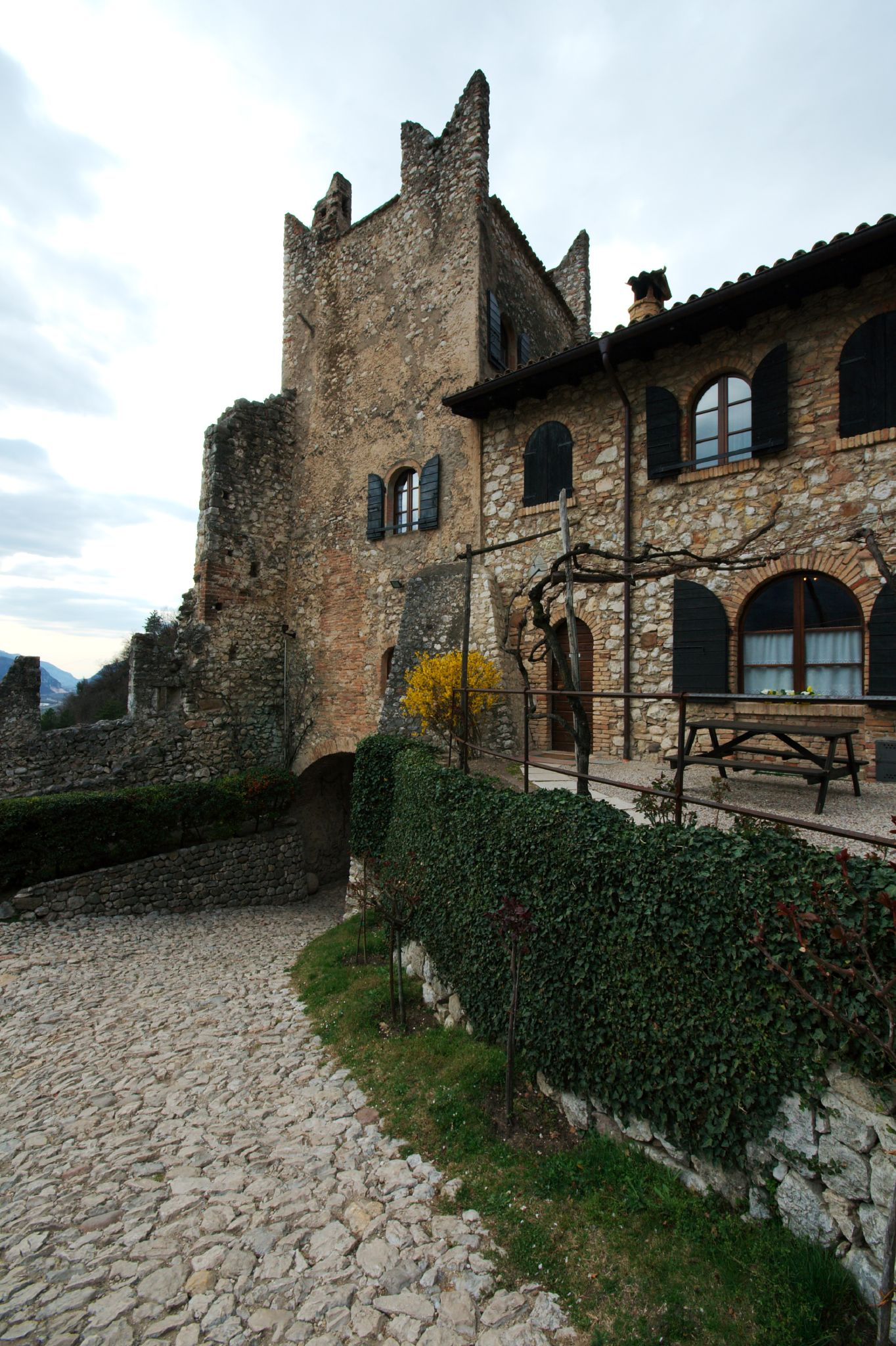
Guglielmo Mozzoni: il restauro del Castello di Avio

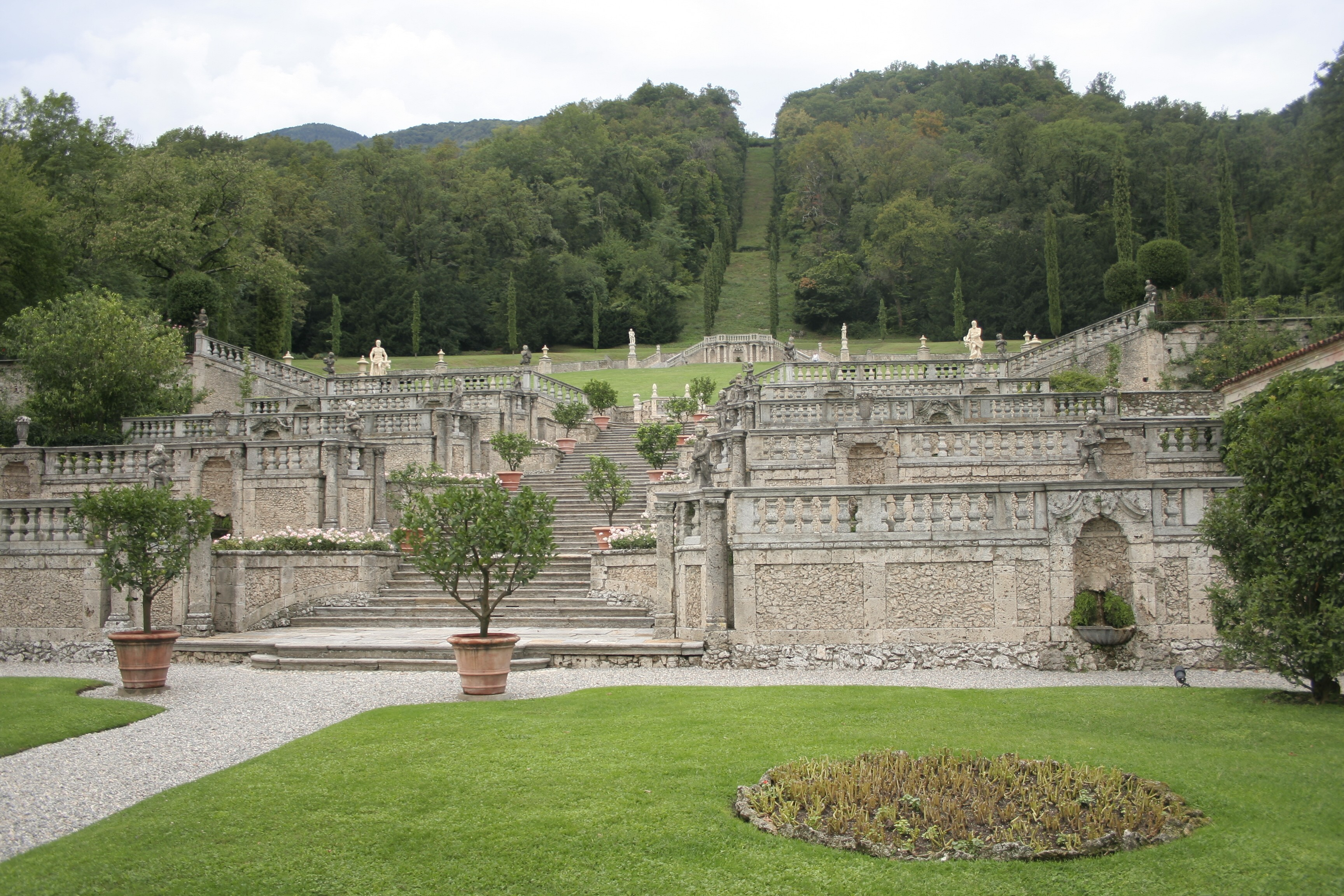
Guglielmo Mozzoni: il restauro di Villa Della Porta Bozzolo a Casalzuigno

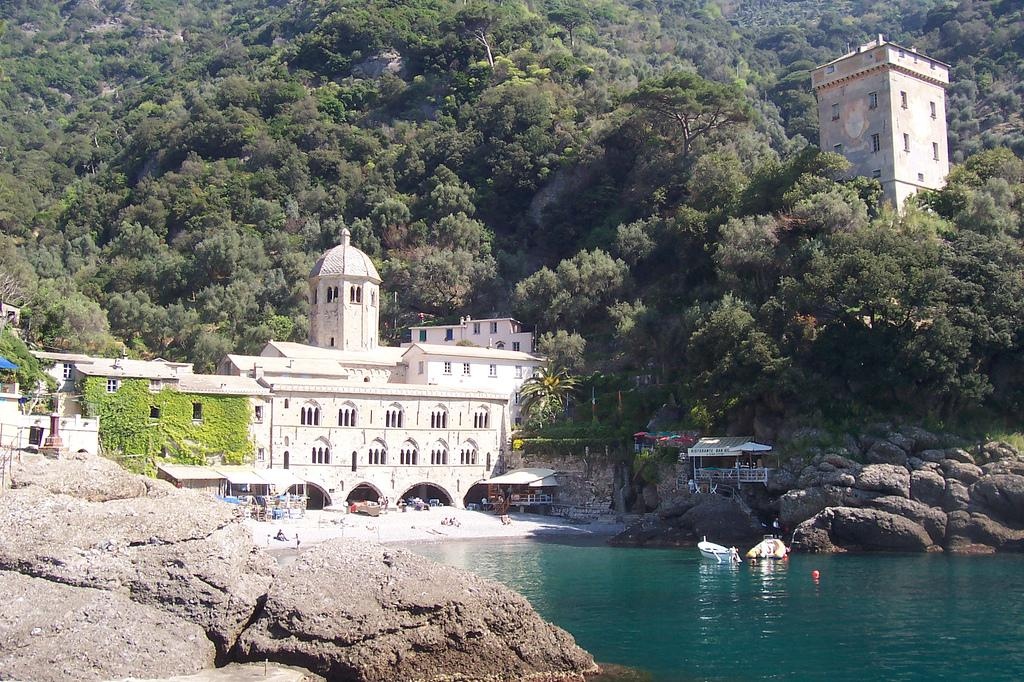
Guglielmo Mozzoni: il restauro di San Fruttuoso

Guglielmo Mozzoni (Milano, 28 marzo 1915 – Milano, 31 luglio 2014) è stato un nobile, architetto e partigiano italiano.

## Biografia
Figlio secondogenito del nobile Don Emilio Mozzoni e di Donna Cecilia Marocco, passa la giovinezza nella "Villa delle quaranta colonne", la dimora, proprietà della famiglia Mozzoni dall'inizio del'700, sita nella Castellanza di Biumo Superiore, quartiere di Varese
Studia al ginnasio e quindi al liceo classico. Nel 1934 si iscrive al Politecnico di Milano dove si laurea in Architettura nel 1939. Nello stesso anno ottiene l'abilitazione alla professione.
Durante la seconda guerra mondiale è ufficiale nell'esercito con il grado di tenente e poi di capitano. Il 25 luglio 1943 riceve l'incarico dal Comandante del III Corpo d'armata di Milano di recarsi in piazza San Sepolcro al Comando dei Fasci per chiederne la resa, che ottiene.
Dopo l'8 settembre entra nella Resistenza e diventa ufficiale di collegamento tra gli alleati e il Comitato di Liberazione Nazionale Alta Italia rischiando più volte la vita; il giorno della liberazione è lanciato in paracadute su Milano dalla "Special Force". Il 25 aprile 1945, il "Comando Generale" costituito da Luigi Longo, Raffaele Cadorna, Enrico Mattei e Ferruccio Parri gli conferisce il "Brevetto di Partigiano" n. 1614.

### Carriera professionale
Durante la seconda guerra mondiale, il Regio Esercito lo incarica di fare dei rilievi topografici di tutto l'arco alpino indicando i sentieri, le fortificazioni e quant'altro. Questo gli avrebbe poi permesso, durante la Resistenza, di fungere da ufficiale di collegamento con gli alleati, attraverso la Svizzera.
Nel 1939-45 inizia la carriera di architetto, aprendo uno studio a Milano e a Varese insieme ai colleghi Ravasi, Vermi e Ghidini. Uno dei primi progetti riguarda la Casa di Casorate Sempione, pubblicato nel giugno 1946 su "Domus". Guglielmo Mozzoni ricorda che "rimase comunque una delle prime case moderne, fece testo solo per gli architetti d'avanguardia e paralizzò completamente il nostro studio: tutti i clienti che avevano intenzione di venire da noi, appena vista quella casa, andavano da altri"
Negli anni cinquanta è autore, insieme col collega Luigi Ghidini, di inserimenti equilibrati nel centro di Milano, quali gli edifici per abitazioni siti in via Fatebenefratelli, 5 (1952-1953), in via Francesco Sforza, 15 (1952-1953), in via San Francesco d'Assisi, 2 (1954) e in via Corridoni, 15 (1956-1959). In tutte queste realizzazioni l'attenzione progettuale è rivolta all'elaborazione di un elegante fronte urbano, la cui l'articolazione si traduce nella ripetizione di uno schema-tipo, caratterizzato da un sistema di balconate e logge continue, movimentate da un arretramento rispetto al piano strada e sempre accessibili tramite aperture a tutta altezza.
Nel 1959-63 progetta la Ca' del Quacc a Bereguardo, ingegnoso esempio di casa "antizanzare" su palafitta.  Nel 1964 progetta l'insediamento di Villasimius; l'anno successivo sulla Costa d'Oro nei pressi di Istanbul progetta una casa di stile vittoriano che alla fine "viene fatta in modo un po' diverso, come diverse da quelle tradizionali inglesi son venute fuori delle casine in Kenya".
Il 25 aprile 1970 è invitato dalla regina Elisabetta II alla Corte d'Inghilterra a rappresentare l'Italia nella ricorrenza del venticinquesimo anniversario della Liberazione.
Negli anni settanta fonda il movimento dei Comitati di Resistenza Democratica, che riuniva ex partigiani e antifascisti di diversa estrazione, tra cui Edgardo Sogno; l'obiettivo del movimento era di opporsi a una conquista del potere, anche se conseguita con mezzi democratici, da parte del Partito Comunista.
Nel 1983 i principi Doria Pamphili donano al FAI la proprietà in San Fruttuoso, complesso abbaziale romanico con la cinquecentesca Torre dei Doria, alcune abitazioni di pescatori e 33 ettari di macchia mediterranea. Viene avviato il progetto di restauro e di valorizzazione dell'intero complesso monumentale, affidando all'architetto Guglielmo Mozzoni l'incarico di progettare, conservare e dirigere gli interventi. Il progetto di restauro ha lo scopo di restituire l'ambiente originario, pur mantenendo le strutture che si sono sovrapposte per evoluzione storica. I lavori di recupero delle antiche strutture del complesso monumentale di San Fruttuoso prendono l'avvio nell'aprile del 1985 con grande successo. Anche il restauro di Villa Bozzolo riscuote consensi. L'architetto Mozzoni afferma che per capirne l'ambiente oltre a qualche disegno riproduce quanto disegnato su un libretto intitolato "Ecco la chiave, entrate con me".
Nel 1998 avvia un lavoro di recupero e restauro del Teatrino di Vetriano, portato a termine nel 2002: la parte originaria del teatrino è stata recuperata completamente, mentre nuovi spazi accessori sono stati ricavati attraverso l'utilizzo di aree confinanti.
Nel 1999 vince il primo Premio Nazionale di Architettura "Trevi Flash Art Museum", con un progetto per il salvataggio della torre di Pisa.
È stato tra gli architetti ammessi a partecipare alla gara per la progettazione e costruzione a Milano della nuova sede della Regione Lombardia.
Nel 2000 con Luigi Brindicci e Fabrizio Salvadori costituisce l'associazione La Città Ideale, attiva sia nel campo urbanistico che in tematiche legate alla democrazia telematica.
È stato sposato dal 2 giugno 1965 con Giulia Maria Crespi, fondatrice del FAI, cui Guglielmo Mozzoni ha dato un contributo determinante nella conservazione e riuso degli edifici, come progettista e direttore lavori a titolo gratuito.
Muore il 31 luglio 2014, a 99 anni, nella sua casa milanese di corso Venezia. I suoi progetti, disegni e sculture saranno raccolti nella Casa delle quaranta colonne a Varese a cura dell'esecutore testamentario, Flavio Castiglioni come da testamento pubblico.

## Riconoscimenti
Il 2 novembre 2016 il Comune di Milano ha deciso che il suo nome venga iscritto nel Famedio di Milano, all'interno del Cimitero Monumentale.